# 三乗法則
三乗法則（さんじょうほうそく、英：cube rule ）とは、単純小選挙区制での民主的な選挙に関する経験則である。この法則は、最多得票の政党が過剰に選出される（逆に最小得票の政党は代表されない）ことを示している。1909年に James Parker Smith が英国の選挙についての報告書で最初に定式化し、他の国々の選挙にも拡大された。三乗法則は二党制においてよく適用される。単純小選挙区の三党制においては、三乗法則は複雑に働き、しばしば選挙結果がばらついてくる。
AパーセントとBパーセントを得票する二つの政党があると仮定する。三乗法則により、A のBに対する獲得議席の比率は A3/B3 に比例しなければならない。なのでA が60%を得票し、B が40%を得票した場合、その得票の比率は A/B = 60/40 = 1.5 であるが、議席の比率は 603:403 = 3.375:1 となる。つまり議席の比率は 77:23 である。また得票差が接近した選挙において A=52(%) で B=48(%) の場合、議席の割合は 56:44 となる。言い換えれば、勝者は多数の余分な議席を得ている。政党が三つの場合でも理論上は、議席率は得票の3乗比になる。

## 各国の事例
- ニュージーランドでは、選挙改革より前の殆どの選挙に対する二大政党間の議席配分に三乗法則が当て嵌まる。1940年代以降から1993年にかけて、多くの選挙が三乗法則から数議席以内になることが示され、議席の変動が大きい場合は第三党の力が強い選挙であった。その後の比例代表小選挙区併用制の導入により三乗法則とは無関係になった。

- 英国ではしかし、三乗法則は不規則に作用してきた。近年の英国で三乗法則が不安定になっていた理由は、投票率が異なることや、保守党に代る自由民主党の躍進、戦術投票、選挙区画委員会の効率の悪さ、が挙げられる[2]。

- 2016年のアメリカ合衆国代議院選挙では、両党の得票率の差が1.1ポイントであったのに対し、47議席（議席率で10.8ポイント）もの差が開いた。また選挙が大接戦だった場合、ジェリマンダリングや死票の多寡により[3]、三乗法則に例外が起きることもある。1942年、1952年、1996年、2012年の代議院選では、得票差で勝った方の政党が、却って議席差で負けている。